# Mario Boville
Mario Boville (Madrid, 1985) es cantante y guitarrista, compositor y poeta español. Fundador de la banda madrileña "Alpargata" junto a Santiago Cañete (2005), ha recibido por ella distintos galardones y reconocimientos, ha colaborado como guitarrista en diversas formaciones y proyectos musicales y es autor de varias bandas sonoras.

## Desarrollo artístico
Considerado un músico ecléctico y contador de historias, sus composiciones van desde la rumba y la canción de ida y vuelta hasta el folklore ibérico y latinoamericano, incorporando el humor y la crítica. Baqueteado en continuas giras y bolos por tabernas, bares, salas de conciertos y festivales, ”despliega un espectáculo lleno de matices arrabaleros y un directo contundente”.
En 2005 creó “Alpargata” banda de rumba fusión junto a Santiago Cañete, como un proyecto de barrio, llegando a editar cuatro álbumes. Poco a poco la banda fue creciendo en influencias y actuaciones en salas y festivales, madurando e incorporando nuevos ritmos latinos y nuevos músicos. La banda —una suerte de mestizaje de rumba y ritmos latinos con rock&roll, swing, ska,  punzante ironía y potente puesta en escena— ha realizado más de 500 de conciertos en España, Europa y Latinoamérica, actuando en destacadas salas de conciertos como Joy Eslava, Caracol, Clamores, y otras... Ha compartido escenario con artistas como Macaco, Santiago Auserón, El Kanka, Rozalén, Eskorzo, Luis Pastor, Ismael Serrano, Carmen París, La Excepción, Heredeiros da Crus, Reincidentes, La Pegatina etc. Alpargata es considerada por el musicólogo Alejandro Pérez como "una de las bandas más técnicas y originales del panorama español".
Sus viajes por diversos países latinoamericanos y Europa le acercaron a los ritmos salseros y al folclore. Recorrió Cuba con la formación teatral La Barraca (2008), México en 2011, actuando en el FIT Tamaulipas (México) y compartiendo cartel con  Bomba Estéreo y Nortek; y Argentina, Perú y Chile en 2014, colaborando y coincidiendo con bandas como Olaya Sound System, Camilo Acevedo y Lasmala. Su gira europea en 2015 le llevó a coincidir con  Amsterdam Klezmer Band y Bernar Orquestar entre otros; y en 2016 a presentar al público español y europeo el tercer álbum de Alpargata, Subiendo de nivel. 
Con mucha iniciativa para la acción cultural y musical, en 2010 fundó la compañía de improvisación músico-teatral "Al Trantrán", con representaciones en el teatro Alfil y la sala Galileo, y en 2011 formó la orquesta Son Cremita junto a músicos españoles y venezolanos, con los que más tarde crearía la ”Salsa Jam” en Café Berlín Madrid por la que han pasado numerosos músicos de la escena del jazz latino. Poco después creó las “Noches de Autor”, uno de los primeros micros abiertos de cantautores en Madrid, en La Casa de los Jacintos.
Poco a poco, la búsqueda como músico y poeta le condujo hacia el circuito de los cantautores coincidiendo y colaborando con artistas de distintas generaciones como Mundo Chillón, Luis Pastor, Pedro Pastor, Luis Eduardo Aute, Antilopez, El Kanka, Rozalén, Club del Río, etc.

## Obra
Con la banda Alpargata ha editado 4 álbumes, siendo gran parte de las composiciones de su autoría. En 2009 se publicó el primer disco de Alpargata, Mucha Mierda,  con la ayuda del productor cubano Ángel Aguiar, al que le siguieron Al borde del colapso (2012), Subiendo de nivel (2016) y Locos vs gilipollas (2019).
En cuanto a su colaboración con otros artistas y formaciones, en 2013 Alpargata colaboró con  el cómico y poeta manchego Juan Martinez Collado “Juanete” en el Cancionero tabernero (2013). El resultado de su colaboración con Son Cremita fue el álbum La bicicleta intergaláctica (2013). En 2018 grabó con Ombligo el tema “Chotis Fusión”, basado en ”Los nardos” de Las Leandras y fruto de su colaboración con el poeta Martinez Collado, lo que tuvo gran repercusión mediática.
También ha colaborado como compositor y guitarrista con cantantes latinoamericanas como Lüla Reyna (México) y Luz Ma Henríquez (Chile).
En 2019 grabó el tema “Medidas Ejemplares” sobre la libertad de expresión, cuya promoción fue censurada por las principales redes sociales. En el videoclip participaron artistas y activistas como Gloria Oyárzabal Lodge, Pedro Pastor, Carmen Tomé, Sergio Escribano o Maximiliano Calvo.
En 2020 comienza su primera gira en solitario, truncada por el Covid 19, y se refugia en la sierra de Gredos, donde dará forma al disco Semillas que publica en 2021 y que es "la continuación natural de sus anteriores trabajos. Puramente ecléctico, fusiona folklores de diferentes partes del mundo con una mirada propia y contemporánea, y lo lleva a cabo junto a un nutrido grupo de músicos de diferentes nacionalidades".
Es el autor de la banda sonora de la serie de Movistar para TV El Palmar de Troya, y de uno de los temas de la película Esperando septiembre de Tina Olivares (2011).

### Discografía
- Mucha Mierda, Alpargata, 2009
- Al borde del colapso, Alpargata, 2012
- Cancionero tabernero, Juanete y Alpargata, 2013
- La bicicleta intergaláctica, Son Cremita, 2013
- Subiendo de nivel, Alpargata, 2016
- Locos vs gilipollas, Alpargata, 2019
- Semillas, Mario Boville, 2021

### Publicaciones y poemarios
- Señora se está usted colando (2014, Zoográfico)
- Antología de Poetas en los Jacintos (Zoográfico)
- Vinalia Trippers, Spanish Quinqui, Trippers from the crypt (fanzines)

## Premios
- Grupo Revelación Injuve, 2009[11]
- 1er Premio Certamen nacional de música de Barajas, 2016.[18]
- 1er Premio Festival Alcalá Suena, 2020.[19]

## Entrevistas en medios
- Alpargata en cadena SER,"La calle suena" (26 de diciembre de 2019)

- Alpargata en "Los conciertos Radio 3"
- Entrevista Mario Boville "Histéricas grabaciones"
- Entrevista Mario Boville "Clave Auricular", Argentina
- Entrevista Mario Boville "La magia de las palabras"